# 友近聡朗
友近 聡朗（ともちか としろう、1975年4月24日 - ）は、日本の政治家、元サッカー選手。立憲民主党所属の元参議院議員（1期）。サッカー選手時代のポジションはFWで、ニックネームはズーパー。父は松山市議会議員の友近正、祖父も元松山市議会議員である。

## 略歴

### サッカー選手として
1975年4月24日愛媛県松山市に生まれる。小学校在学中に地元の松山サッカースクールに入団し全日本少年サッカー大会ではベスト16まで進出している。1991年に愛媛のサッカー強豪高として知られる、愛媛県立南宇和高等学校に入学した。同期に大木勉がいる。2年次に同校サッカー部は全国高等学校サッカー選手権大会に出場し、ベスト8までコマを進めた。特に3回戦では、前年度優勝の帝京高校から2得点を奪い（ちなみに2得点とも北内耕成のアシスト）、2-0の勝利に貢献した活躍は語り草となっている。1994年には早稲田大学人間科学部スポーツ科学科に進学し、ア式蹴球部でプレーした。
大学卒業後の1999年にドイツに留学して下部リーグでプレー。地域に密着したサッカークラブのありさまを具に観察する機会を得て、友近のサッカークラブ観に大きな影響を及ぼし、帰国後生まれ故郷の愛媛でプレーをする伏線になっている。
2001年に当時日本フットボールリーグ(JFL)の愛媛FCに入団。フルタイムのプロフェッショナルではなくサラリーマンとして働きながら地元愛媛でのプレーをはじめた。サポーターからはズーパーと呼ばれて親しまれた。ズーパーはSuperをドイツ語読みしたものである。地元出身の選手であり、地元の強豪高南宇和高校の中心選手でもあったことから愛媛での人気が非常に高かった。
ドイツ留学の経験から、故郷のクラブである愛媛FCの地域密着、普及、発展を願い、「愛媛にJリーグが出来ればそこがディズニーランドになる」という友近独自のスローガンを打ち出して愛媛FCのJリーグ昇格、地域への浸透を積極的にアピールした。
2005年の愛媛のJFL優勝、J2昇格に貢献した友近は、2006年シーズン終了後に現役を退く事を明らかにした。2007年1月31日をもって愛媛FCを退団した。
その後、生涯、スポーツの素晴らしさを子供たちに伝えていくため、2009年シーズンより、松山クラブ2002（愛媛県社会人リーグ|愛媛県中予1部リーグ所属）へ入団 した。

#### 所属クラブ
- 南宇和高校
- 早稲田大学
- 1998年 愛媛FC
- 1999年 SVGゲッティンゲン（ドイツ）
- 2000年 トゥスポ・バルタウ （ドイツ）
- 2001年 - 2006年 愛媛FC
- 2009年 - 松山クラブ2002

#### 個人成績
| 国内大会個人成績 | 国内大会個人成績   | 国内大会個人成績 | 国内大会個人成績 | 国内大会個人成績 | 国内大会個人成績 | 国内大会個人成績 | 国内大会個人成績 | 国内大会個人成績 | 国内大会個人成績 | 国内大会個人成績 | 国内大会個人成績 |
| 年度             | クラブ             | 背番号           | リーグ           | リーグ戦         | リーグ戦         | リーグ杯         | リーグ杯         | オープン杯       | オープン杯       | 期間通算         | 期間通算         |
| 年度             | クラブ             | 背番号           | リーグ           | 出場             | 得点             | 出場             | 得点             | 出場             | 得点             | 出場             | 得点             |
| 日本             | 日本               | 日本             | 日本             | リーグ戦         | リーグ戦         | リーグ杯         | リーグ杯         | 天皇杯           | 天皇杯           | 期間通算         | 期間通算         |
| ---------------- | ------------------ | ---------------- | ---------------- | ---------------- | ---------------- | ---------------- | ---------------- | ---------------- | ---------------- | ---------------- | ---------------- |
| 1998             | 愛媛               | 24               | 四国             |                  |                  | -                | -                |                  |                  |                  |                  |
| ドイツ           | ドイツ             | ドイツ           | ドイツ           | リーグ戦         | リーグ戦         | リーグ杯         | リーグ杯         | DFBポカール      | DFBポカール      | 期間通算         | 期間通算         |
| 1999-00          | ゲッティンゲン     |                  | 4部              |                  |                  |                  |                  |                  |                  |                  |                  |
| 1999-00          | トゥスポ・バルタウ |                  | 7部              |                  |                  |                  |                  |                  |                  |                  |                  |
| 日本             | 日本               | 日本             | 日本             | リーグ戦         | リーグ戦         | リーグ杯         | リーグ杯         | 天皇杯           | 天皇杯           | 期間通算         | 期間通算         |
| 2001             | 愛媛               | 11               | JFL              | 27               | 6                | -                | -                |                  |                  |                  |                  |
| 2002             | 愛媛               | 11               | JFL              | 13               | 2                | -                | -                |                  |                  |                  |                  |
| 2003             | 愛媛               | 11               | JFL              | 27               | 18               | -                | -                |                  |                  |                  |                  |
| 2004             | 愛媛               | 11               | JFL              | 27               | 16               | -                | -                |                  |                  |                  |                  |
| 2005             | 愛媛               | 11               | JFL              | 26               | 9                | -                | -                |                  |                  |                  |                  |
| 2006             | 愛媛               | 11               | J2               | 2                | 0                | -                | -                |                  |                  |                  |                  |
| 2009             | 松山ク             | 11               | 愛媛中予1部      | 3                | 2                | -                | -                | -                | -                |                  |                  |
| 通算             | 日本               | 日本             | J2               | 2                | 0                | -                | -                |                  |                  |                  |                  |
| 通算             | 日本               | 日本             | JFL              | 120              | 51               | -                | -                |                  |                  |                  |                  |
| 通算             | 日本               | 日本             | 四国             |                  |                  | -                | -                |                  |                  |                  |                  |
| 通算             | 日本               | 日本             | 愛媛中予1部      |                  |                  | -                | -                | -                | -                |                  |                  |
| 通算             | ドイツ             |                  |                  |                  |                  |                  |                  |                  |                  |                  |                  |
| 総通算           |                    |                  |                  |                  |                  |                  |                  |                  |                  |                  |                  |

#### 記録
- Jリーグ初出場 - 2006年3月4日 J2第1節 横浜FC戦（愛媛）

### 政治家として
2007年2月8日、民主党代表の小沢一郎と共に記者会見を開き同年実施される参議院議員選挙の愛媛県選挙区から無所属（民主党・社会民主党・国民新党・9条ネット・新社会党推薦）での出馬を表明した。7月29日に行われた第21回参議院議員通常選挙において自由民主党現職で、元建設大臣の関谷勝嗣を下し、初当選。8月6日には参議院会派「民主党・新緑風会」に入会した。
2009年10月20日、小沢の要請を受け、民主党に入党した。
2012年、野田内閣による消費増税法案の閣議決定に抗議して3月30日に政調会長補佐の辞表を提出し、4月23日の党役員会で受理された。7月2日には民主党に離党届を提出し、7月3日に受理された。同年7月11日の国民の生活が第一の結党に参加した。
同年の衆議院解散を受けて、12月16日の第46回衆議院議員総選挙に、所属する国民の生活が第一が解党し合流した日本未来の党公認候補として、愛媛2区から立候補することが内定。12月4日の公示を受けて立候補を届け出たため、公職選挙法の規定により、参議院議員を退職（失職）した。総選挙では得票数第3位に終わり落選した。
国立競技場・将来構想ワーキンググループの施設利活用（スポーツ）委員（座長：小倉純二）を務めた。2013年4月より、公益財団法人笹川スポーツ財団特別研究員を務めた。
2021年3月28日、同年中に行われる第49回衆議院議員総選挙に立憲民主党から立候補することを表明。その後、愛媛1区の総支部長へ就任。10月31日、投開票の結果、塩崎彰久に破れ、比例復活もならず落選。
2023年2月、自身の健康問題等を理由に立憲民主党県連副代表並びに愛媛1区支部長を辞任し、次期衆議院議員総選挙に立候補しない意向を示した。